# غلين دي فريس
كان غلين دي فريس (29 يونيو 1972-11 نوفمبر 2021) رجل أعمال أمريكي وكان مؤسس مشارك ومديرًا تنفيذيًا مشاركًا سابقًا لشركة Medidata Solutions، بالإضافة إلى كونه سائح فضاء.

## الحياة الشخصية
نشأ دي فريس في نيويورك وأظهر شغفه بأجهزة الكمبيوتر في سن مبكرة. شجعته والدته على تعلم الرقص في المدرسة الثانوية. التحق دي فريس بجامعة كارنيغي ميلون وتخرج منها عام 1994. علم نفسه التحدث باليابانية.

## رحلة بلو أوريغن
في 13 أكتوبر 2021\، رافق دي فريس الممثل ويليام شاتنر ورائدي فضاء على متن صاروخ نيو شيبرد كجزء من مهمة شبه مدارية من طراز Blue Origin NS-18 في الفضاء الخارجي، وهذي كانت أول رحلة لهُ إلى الفضاء.

## الوفاة
قُتل دي فريس في حادث تحطم طائرة صغيرة من طراز سيسنا 172 في منطقة كثيفة الأشجار خارج هامبتون تاونشيب، نيو جيرسي، في 11 نوفمبر 2021، عن عمر يناهز 49 عامًا. كما توفي راكب الطائرة الآخر، توماس فيشر، في الحادث.